# 미야지마 로프웨이
미야지마 로프웨이(일본어: 宮島ロープウエー)는 히로시마 관광개발이 일본 히로시마현 하쓰카이치시 이쓰쿠시마섬 (미야지마)에서 운영하는 케이블카이다.
1959년 4월 1일에 개업하였다. 모미지다니 공원 입구에서 모미지다니 역까지 무료 셔틀 버스가 있다.

## 역
이쓰쿠시마섬의 모미지다니 역 (모미지다니 공원)과 미산의 시시이와 역을 맺고있다. 도중에 가야타니 역이 있는데, 이 역에서 승하차할 수 없다.

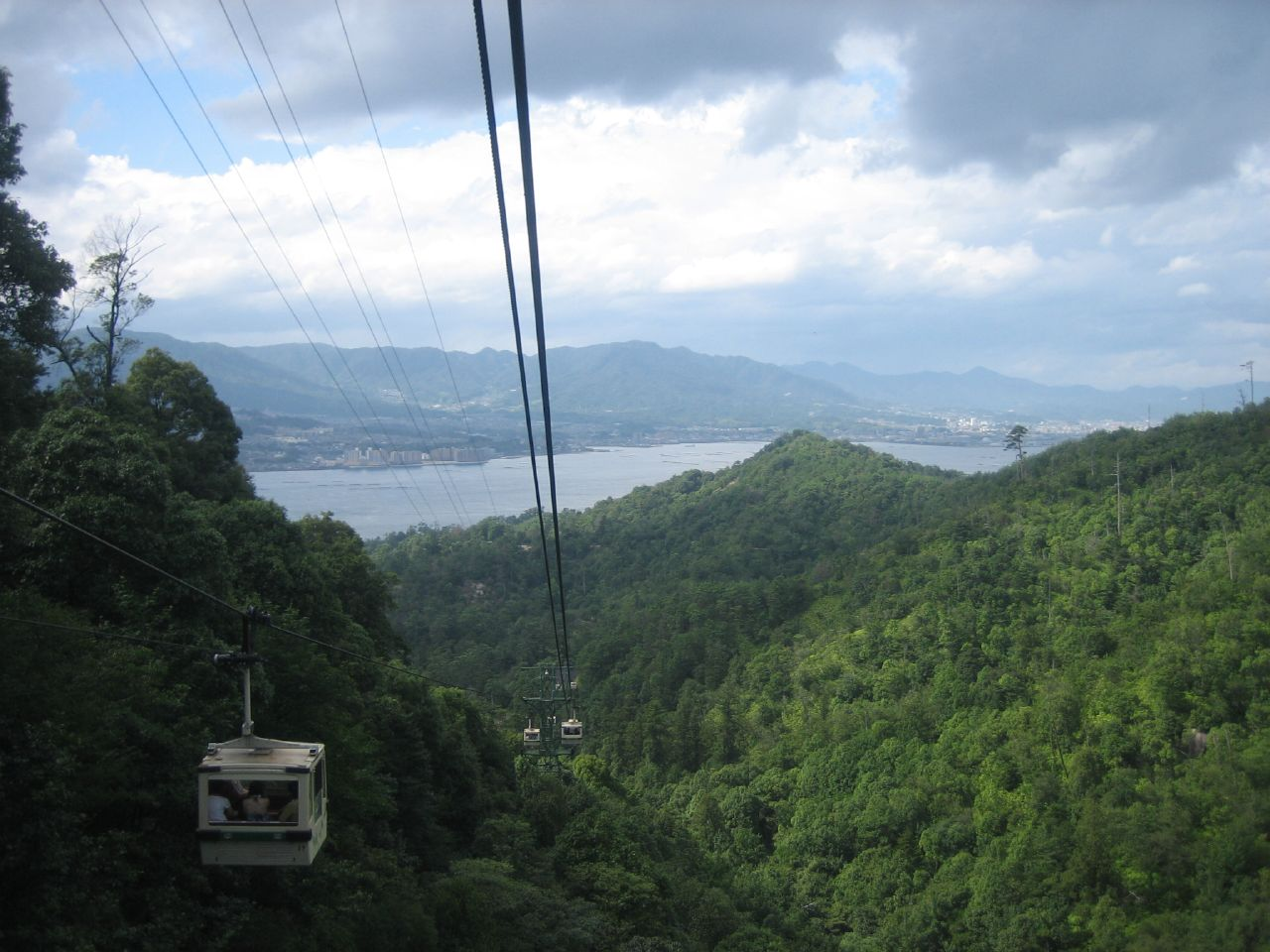
모미지다니 선
- 모미지다니 역에서 가야타니 역까지의 구간이다.

시시이와 선
- 모미지다니 역에서 시시이와  역까지의 구간이다.